# 希斯尔遗址
希斯尔遗址是位于阿曼佐法尔希斯尔（阿拉伯语：‎，羅馬化：Ash Shiṣr）村的一处考古遗迹，为UNESCO世界遗产乳香之地的一部分。这里曾是乳香陆路贸易的重要商站。
有历史、考古爱好者认为此处就是古代的乌巴尔、伊赖姆，但此说并不为专业学者接受。不过，希斯尔的位置可能就在乌巴尔的范围内，并且希斯尔遗址因泉水塌陷而没落的命运或许是乌巴尔传说的灵感来源之一。